# Se2grXII
Se2grXII (LXXIEJ 12) è un manoscritto della Bibbia ebraica scritta in koinè. Insieme con i frammenti 8HevXII a e 8HevXII b compongono il rotolo dei profeti minori di Nahal Hever. Datato al I secolo dell'era comune, questo manoscritto è stato scoperto a Nahal Hever nel deserto della Giudea.

## Storia
Il manoscritto in pergamena è stato scoperto nel mese di agosto 1952 nel deserto della Giudea dai beduini provenienti da Wadi Seiyâl, probabilmente nella regione del Nahal Hever. Il luogo esatto di origine è sconosciuto. È stato salvato dal Museo Archeologico della Palestina, e fu originariamente contrassegnato con la sigla Se2grXII, in riferimento ai dodici profeti minori. Nove frammenti di altri manoscritti sono stati successivamente trovati all'interno della "Grotta del terrore" da un gruppo di archeologi israeliani guidati da Yigael Yadin.
Oggi il rotolo è ospitato nel Museo Rockefeller di Gerusalemme.

## Descrizione e traduzione
Il manoscritto contiene il Tetragramma biblico scritto in caratteri paleo-ebraici nel Libro di Giona. Tuttavia, in copie greche successive delle scritture ebraiche, il nome di Dio è stato sostituito con theos, abbreviato con nomina sacra.
I manoscritti tradotti sono stati pubblicati dalla Università Ebraica in Israele dall'Exploration Journal nel 1962. La nuova sigla del manoscritto, LXXIEJ 12, si riferisce al numero di pubblicazione e al volume.